# Riacho da Trincheira
O Riacho da Trincheira é um riacho (um pequeno rio) brasileiro que banha a cidade de Patos, estado da Paraíba.